# Strojna pištola
Strojna pištola je samonaložna pištola, ki lahko sproži rafalen strel ali je popolnoma avtomatska. Občasno ga lahko uporabimo tudi za natančen opis avtomatske pištole v obliki pištole. Izraz je iz Maschinenpistole, nemške besede, ki pomeni brzostrelka. Strojne pištole so bile razvite med prvo svetovno vojno in so bile prvotno izdane nemškim topniškim posadkam, ki so potrebovale samoobrambno orožje, ki je lažje od puške, vendar močnejše od običajne polavtomatske pištole. Danes veljajo kot orožje za posebne namene z omejeno uporabnostjo in težko obvladljivo za vse, razen za najboljše strelce. Avstrijci so med prvo svetovno vojno predstavili prvo strojno pištolo Steyr-Hahn M.12. Nemci so eksperimentirali tudi s strojnimi pištolami, tako da so različne vrste polavtomatskih pištol pretvorili v popolnoma avtomatske, kar je privedlo do razvoja prve praktične puške. Med drugo svetovno vojno je bil razvoj strojnih pištol bolj ali manj prezrt, saj so bile glavne sile usmerjene v množično izdelavo avtomatskih pištol. Po vojni je bil razvoj strojnih pištol omejen in le peščica proizvajalcev bi lahko z različnimi stopnjami uspeha razvijala nove modele.

## Zgodovina

### Prva Svetovna Vojna
Med prvo svetovno vojno je bila izdelana različica strojne pištole Steyr M1912, imenovana Steyr M1912 # Repetierpistole M1912 / P16 |  Repetierpistole M1912 / P16 . Uporabil je 16-kroglni fiksen nabojnik, naloženo z 8 okroglimi odstranjevalnimi sponkami, snemljivo ramensko zalogo in precej velik izpostavljen polavtomatski / popolnoma avtomatskim izbirnik na desni strani okvirja nad sprožilcem (dol = polovično in gor = polno ).  Sproži vložek 9 × 23 mm Steyr s popolnoma avtomatsko hitrostjo izstreli približno 800 do 1000 nabojev na minuto. Tehtal je približno 2,6 kilograma. Predstavljena je bila leta 1916, velja za prvo strojnico na svetu. Izdelanih je bilo le 960 M1912 / P16.
Nemci so eksperimentirali tudi s strojnimi pištolami, tako da so različne vrste polavtomatskih pištol pretvorili v popolnoma avtomatske.
V prvi svetovni vojni oborožene sile te spremenjene pištole niso nikoli široko uporabljale, večina jih je bila samo prototip.
Nemška rešitev je bila predstavljena kot Luger P08 "Artiljerijska pištola" s svojo dolgo cevjo, tangentnimi merilniki, snemljivo zalogo in 32-okroglo bobnarskim nabojnikom.
Izdan je bil predvsem nemškim terenskim in premičnim topniškim posadkam, ki so potrebovale samoobrambno orožje, lažje od puške, vendar učinkovitejše od običajne pištole. Izstrelil je novo razvito pištolski nabojnik 9mm Parabellum, ki je bila zasnovana za majhen odboj brez žrtvovanja prodiranja in zaustavitve. Te strojnice so se izkazale za zelo učinkovite v neposredni bližini Pozicijska vojna in Nemce vodile k razvoju 9 mm Parabellum MP-18 | Bergmann MP-18, prvi praktični avtomatska pištola.

### 1920–1930
Mauser C96 je bil predstavljen leta 1896, to je bila ena prvih komercialno uspešnih in praktičnih polavtomatskih pištol. Med prvo svetovno vojno so Nemci eksperimentirali s strojnimi pištolami, tako da so 7,63 × 25 mm Mauser | 7,63 mm Mauser in 9 mm polavtomatske pištole C96 Parabellum pretvorili v popolnoma avtomatske. Konec dvajsetih let dvajsetega stoletja so španski proizvajalci orožja predstavili selektivni strel kopije C96 z 20 okroglimi snemljivimi nabojniki. V zgodnjih tridesetih letih so Mauserjevi inženirji sledili zgledu in predstavili različico  Model 1932 ali Model 712  Schnellfeuer , ki je vključevala 20 okroglih snemljivih nabojnikov in izbran požarni mehanizem, ki omogoča popolnoma samodejni ogenj s hitrostjo 1000 nabojev / minuto.

### Druga Svetovna Vojna
Med drugo svetovno vojno je bil razvoj strojnih pištol bolj ali manj prezrt, saj so bile glavne sile usmerjene v množično proizvodnjo avtomatske pištole. Z eno izjemo, 9 mm strojnico Parabellum Browning Hi-Power. Artilerijska različica s prilagodljivim tangenskim vzvratnim pogledom, ramensko zalogo, 13 okroglimi nabojniki in kasneje 20 okroglimi nabojniki je bila rutinsko spremenjena v popolnoma avtomatsko. V nemški službi so ga uporabljali predvsem osebje Waffen-SS in   Fallschirmjäger  skupaj s strojnico Mauser M1932  Schnellfeuer .

### 1950–1960
9 × 18 mm Makarov Stechkin avtomatska pištola (APS) je ruska pištola za avtomatsko selektivno streljanje, ki je bila v rusko vojsko uvedena leta 1951. Tako kot druga običajna pištola ruske vojske te dobe, Makarov, Stechkin uporablja preprost odklenjen mehanizem  povratni udarec in  dvojno delovanje. Poleg tega ima Stechkin APS samodejni način strela, ki ga izberemo z varnostno ročico. Pri rafalnem ali avtomatskem strelu mora biti pištola opremljena z lesenim ohišjem; v nasprotnem primeru orožje hitro postane neobvladljivo. Stechkin je bil namenjen kot stranska roka za topniške vojake in posadke tankov. V praksi si je močno prislužil v vrstah politične in kriminalistične policije, specialnih enot in podobno. Številni operativci KGB in GRU so bili naklonjeni Stechkinu zaradi njegove ognjene moči in 20 kroglnim nabojnikom.
The Škorpion vz. 61 je češkoslovaška  7,65 mm ali .32 ACP strojnica, razvita leta 1959 in izdelana od 1961 do 1979. Čeprav je bila razvita za uporabo v varnostnih in posebnih enotamah, je bilo orožje sprejeto tudi v služba pri češkoslovaški vojski, kot osebno orožje za nižje vojaško osebje, voznike vozil, osebje oklepnih vozil in posebne enote. Skorpionova kartuša .32 ACP z nižjo močjo, skupaj z napravo za omejevanje hitrosti strela, nameščeno v ročaju (ki omogoča razmeroma hitrost 850 vrtljajev na minuto s sorazmerno lahkim vijakom), olajša tudi popolno samodejno upravljanje kot pogostejši 9 mm modeli Parabellum. Trenutno je orožje v oboroženih silah več držav v uporabi kot orožje. Škorpion je bil prav tako izdelan v Jugoslaviji z oznako M84.
 Beretta M951R je temeljila na 9 mm pištoli Parabellum Beretta M1951 in je bila izdelana v šestdesetih letih 20. stoletja kot odgovor na zahtevo italijanskih specialnih sil. Glavna razlika med M951R in prvotnim M1951 je bila v vzvodu za izklop ognja, nameščenem na desni strani ogrodja orožja, kar omogoča polavtomatsko ali neprekinjeno streljanje z oznako "SEM" oziroma "AUT". Poleg tega ima orožje težji drsnik, zložljiv lesen prednji oprijem, cev je bila podaljšana, prav tako tudi nabojnik, ki je povečal zmogljivost na 10 nabojev.

## Primerjava z brzostrelko
Ločnico med strojnimi pištolami in kompaktnimi avtomatskimi pištolami je težko izraziti. Izraz avtomatska pištola se običajno nanaša na revije, avtomatsko strelno orožje | popolnoma samodejno karabin, zasnovano za streljanje pištolskih nabojev, medtem ko se izraz "strojna pištola" običajno nanaša na avtomatsko strelno orožje | popolnoma avtomatsko orožje. Vendar veliko orožja spada v obe kategoriji.
The Škorpion vz. 61, se pogosto imenuje brzostrelka. Vendar je dovolj majhna, da ga lahko nosite v kuburi za pištolo, zato ga pogosto imenujemo tudi strojnica. Serije MAC-10, MAC-11 in kompaktne različice Uzi so bile uvrščene v oba razreda. Steyr TMP (Tactical Machine Pistol) se imenuje tudi kompaktna avtomatska pištola. Podobno tudi nemški Heckler & Koch MP5K spada v obe kategoriji.  Osebno obrambno orožje (PDW), kot je Heckler & Koch MP7, se pogosto imenujejo tudi strojnice.

## Glej Tudi
- Osebno obrambno orožje
- Brzostrelka